# Charles Champaud
Charles Champaud (bolgárul: Шарл Шампо; 1865 – ?) svájci-bolgár olimpikon, tornász.
Az 1896. évi nyári olimpiai játékokon indult tornában: lólengésben, ugrásgyakorlatban és korlátgyakorlatban. Egyikben sem szerzett érmet.